# Kessler
Kessler oder Keßler ist ein Familienname. Die niederdeutsche Form des Namens ist Kettler.

## Herkunft und Bedeutung
Kessler ist die spätmittelalterliche Berufsbezeichnung eines meist im Wandergewerbe tätigen Schmiedehandwerkers, der Geräte aus Kupfer, Eisen oder Messing anfertigt und repariert. Im süddeutschen und Schweizer Raum waren Kessler in zunftähnlichen Kesslergesellschaften organisiert. Seit der Mitte des 15. Jahrhunderts gingen sie zumeist dazu über, sich „Kupferschmied“ oder „Kaltschmied“ zu nennen, während als Kessler nunmehr die zu den unehrlichen Berufen gezählten Kesselflicker bezeichnet wurden. In Österreich wurden als Kessler auch Almknechte bezeichnet, wohl aufgrund ihrer Beschäftigung mit der Käsezubereitung, und im Schwäbischen die Aufseher über die Schmiede und Pfannen in der Salzsiederei. In den Alpen-Ländern leitet sich der Name auch ab vom Begriff: Der im Tal-Kessel Wohnende. In der Ostschweiz ist Kessler heute eine meist abwertend gebrauchte Bezeichnung für Fahrende.

## Namensträger

### A
- Achim Kessler (* 1964), deutscher Politiker (Die Linke)
- Adolf Kessler (1890–1974), deutscher Maler
- Adolf Wilhelm Kessler (1839–1895), deutscher Bankier
- Albert Keßler (1819–1890), deutscher Schauspieler, Theaterregisseur und -intendant
- Alec Kessler (1967–2007), US-amerikanischer Basketballspieler
- Alexander Eduardowitsch Kessler (1859–1927), russisch-sowjetischer Chemiker, Meteorologe und Hochschullehrer
- Alfred von Keßler (1833–1907), deutscher General der Infanterie
- Alfred Kessler (Politiker) (1885–1951), Schweizer Politiker (SP)
- Alfred Kessler (Philosoph) (* 1945), deutscher Philosoph und Hochschullehrer
- Alice Kessler (* 1936), deutsche Tänzerin und Schauspielerin, siehe Kessler-Zwillinge
- Alice Kessler-Harris (* 1941), US-amerikanische Historikerin
- Alois Kessler (1925–1994), Schweizer Politiker
- Alois Keßler (1909–1996), deutscher Kommunalpolitiker
- Aloys Keßler (1777–1820), deutscher Kupferstecher
- Andreas Kessler (1595–1643), deutscher Theologe, siehe Andreas Kesler
- Andreas Keßler (* 1959), deutscher Journalist und Maschinenbauingenieur
- Anton Kessler (1816–1890), deutscher Verwaltungsbeamter und Politiker
- Astrid Kessler, deutsche Sängerin (Sopran)
- August Kessler (1826–1906), deutscher Maler
- Augustin Kessler (1904–1994), deutscher Komponist und Organist

### B
- Beatrice Kessler (* 1949), Schweizer Schauspielerin
- Bernd H. Keßler (* 1940), deutscher Psychologe
- Boelie Kessler (1896–1971), niederländischer Fußballspieler
- Bruce Kessler (* 1936), US-amerikanischer Filmregisseur
- Bruno Kessler (1924–1991), italienischer Politiker
- Bruno Keßler (* 2005), deutscher Radsportler

### C
- Carl Kessler (Maler) (Karl Kessler; 1876–1968), deutscher Maler
- Charles Kessler (eigentlich Karl Kessler; 1911–1998), Schweizer Eishockeyspieler
- Christian Kessler (Bildhauer) (* 1950), Schweizer Bildhauer
- Christian Keßler (* 1968), deutscher Filmpublizist
- Christian Friedrich Kessler (1799–1854), deutscher Maler
- Christof Kessler (* 1950), deutscher Neurologe
- Christoph Kessler (* 1995), deutscher Leichtathlet
- Claudia Kessler (* 1965), deutsche Ingenieurin für Luft- und Raumfahrttechnik
- Cody Kessler (* 1993), US-amerikanischer American-Football-Spieler

### D
- Daniel Kessler (* 1974), englischer Musiker, siehe Interpol (Band)
- David Kessler (Schauspieler) (1860–1920), US-amerikanischer Schauspieler des jiddischen Theaters
- David Kessler (Autor, 1957) (* 1957), englischer Autor
- David Kessler (Beamter) (1959–2020), französischer Beamter
- David Kessler (Autor, 1959) (* 1959), US-amerikanischer Autor
- David Kessler (Radsportler), US-amerikanischer Radsportler
- David A. Kessler (* 1951), US-amerikanischer Mediziner und Autor
- David F. Kessler (1906–1999), englischer Autor und Verleger (The Jewish Chronicle)
- David R. Kessler (* 1957), US-amerikanischer Politiker (Repräsentantenhaus von Pennsylvania)
- David T. Kessler (* 1950), US-amerikanischer Künstler
- Dé Kessler (1891–1943), niederländischer Fußballspieler
- Denis Kessler (* 1952), französischer Geschäftsmann
- Dieter Kessler (* 1948), deutscher Ägyptologe
- Dietrich Kessler (* 1946), deutscher Musiker und Komponist
- Dolf Kessler (1884–1945), niederländischer Fußballspieler
- Donald J. Kessler (* 1940), US-amerikanischer Astronom

### E
- Eckhard Keßler (1938–2018), deutscher Philosophiehistoriker
- Elias Keßler (um 1685–1730), deutscher Bildhauer
- Ellen Kessler (* 1936), deutsche Tänzerin und Schauspielerin, siehe Kessler-Zwillinge
- Emil Keßler (auch Emil Kessler; 1813–1867), deutscher Maschinenbauingenieur und Unternehmer
- Emil Kessler (Architekt) (1833–1907), Schweizer Architekt
- Emil von Kessler (Politiker) (1841–1895), deutscher Unternehmer und Politiker (DP), MdR
- Erich Keßler (Verwaltungsjurist) (1899–1989), deutscher Verwaltungsjurist
- Erich Kessler (Naturschützer) (1928–2007), Schweizer Naturschützer
- Erich Kessler (Politiker) (* 1955), österreichischer Politiker (SPÖ)
- Erich Eduard Kessler (* 1927), deutscher Botaniker und Hochschullehrer
- Ernst Keßler (1884–1968), deutscher Lehrer und Widerstandskämpfer
- Erwin Kessler (1944–2021), Schweizer Bauingenieur und Tierrechtsaktivist
- Eugen Kessler (* 1939), rumänischer Biologe, Paläontologe, Sachbuchautor und Hochschullehrer
- Eva Kessler (* 1986), deutsche Schauspielerin

### F
- Florian Kessler (* 1981), deutscher Kulturjournalist
- François-Nicolas Kessler (1792–1882), Schweizer Bildhauer und Lithograf
- Frank Kessler (Historiker) (* 1957), deutscher Filmhistoriker
- Frank Kessler (* 1961), deutscher Schauspieler
- Franz Kessler (Maler) (um 1580–um 1650), deutscher Maler und Erfinder
- Franz Kessler (Goldschmied) (auch Franz Keßler; † 1717), deutscher Goldschmied
- Franz Keßler (Musiker, 1783) (auch Franz Kessler; 1783–1849), deutscher Flötist
- Franz Kessler (Politiker) (Franz Xaver  Kessler; 1860–1923), deutscher Politiker (Zentrum), MdL Württemberg
- Franz Kessler (Unternehmer) (1888–1971), deutscher Ingenieur und Unternehmer
- Franz Keßler (Heimatforscher) (1906–1945), deutscher Heimatforscher
- Franz Kessler (Musiker, 1914) (auch Franz Keßler; 1914–2007), deutscher Organist, Komponist, Dirigent und Musikwissenschaftler
- Franz Kessler (Ingenieur, 1953) (* 1953), österreichischer Ingenieur und Hochschullehrer
- Franz Josef Keßler (1867–1949), österreichischer Politiker (CSP)
- Franz Joseph Keßler (1838–1904), deutscher Politiker (Zentrum), MdR
- Friedemann Keßler (Politiker) (1928–1985), deutscher Politiker (CDU), Bürgermeister von Siegen
- Friedemann Kessler (Pianist) (* 1949), deutscher Pianist und Klavierpädagoge
- Friedrich von Keßler (General) (1814–1891), deutscher Generalleutnant
- Friedrich von Keßler (Diplomat) (1875–1933), deutscher Offizier und Diplomat
- Friedrich Kessler (Jurist) (1901–1998), deutsch-amerikanischer Rechtswissenschaftler und Hochschullehrer
- Friedrich Kessler, früherer Name von Shlomo Kaddar (1913–1987), deutsch-israelischer Diplomat
- Friedrich Jacob Keßler-Gontard (1806–1889), deutscher Kaufmann und Politiker
- Friedrich-Wilhelm Kessler (1902–1945), deutscher Widerstandskämpfer, siehe Meinerzhagener antifaschistische Widerstandsgruppe
- Fritz Keßler (Turner) (1854–1912), deutscher Pädagoge und Turner
- Fritz Kessler (1854–1923), deutsch-französischer/elsässischer Unternehmer, Bürgermeister und Heimatforscher
- Fritz Keßler (Gärtner) (1875–nach 1932), deutscher Gärtner und Gartendirektor

### G
- Gabriel Kessler (1648–1719), Tiroler Maler
- Germán Kessler (* 1994), uruguayischer Rugby-Union-Spieler
- Georg Keßler (Verwaltungsjurist) (1851–1910), deutscher Verwaltungsjurist
- Georg Kessler (Unternehmer) (?–1963), deutscher Ingenieur und Unternehmer
- Georg Keßler (* 1932), deutscher Fußballspieler und -trainer
- Georg Kessler (Herausgeber) (* 1957), deutscher Herausgeber
- Georg Christian Kessler (1787–1842), deutscher Unternehmer
- Georg Wilhelm Keßler (1782–1846), deutscher Beamter und Schriftsteller
- George Kessler (1863–1920), US-amerikanischer Geschäftsmann
- George Edward Kessler (1862–1923), deutsch-US-amerikanischer Stadtplaner und Landschaftsarchitekt
- Gerhard Kessler (Wirtschaftswissenschaftler) (1883–1963), deutscher Wirtschafts- und Sozialwissenschaftler
- Gerhard Kessler (Polizeibeamter) (1903–1995), deutscher Jurist, Gestapobeamter und Landrat
- Giovanni Kessler (* 1956), italienischer Jurist und Politiker
- Gisela Kessler (1935–2014), deutsche Gewerkschafterin
- Gottfried Kessler (1899–1967), deutscher Jesuit, Theologe und Hochschullehrer
- Günter Keßler, deutscher Fechter
- Günter Kessler (Golftrainer) (* 1957), deutscher Golftrainer
- Günther Kessler (* 1934), deutscher Wissenschaftler und Hochschullehrer
- Guus Kessler (Jean Baptiste August Kessler junior; 1888–1972), niederländischer Industriemanager und Tennisspieler

### H
- Hans Kessler (Theologe, 1856) (1856–1939), deutscher Pfarrer und Missionar
- Hans Kessler (Architekt) (1884–1949), Schweizer Architekt
- Hans Kessler (Pomologe) (1901–1951), Schweizer Pomologe
- Hans Keßler (Maler) (auch Hans Kessler; 1906–2000), deutscher Maler, Bildhauer und Architekt
- Hans Kessler (Theologe, 1938) (* 1938), deutscher Theologe
- Hans Kessler (Unternehmensberater) (* 1949), deutscher Unternehmensberater und Fußballfunktionär
- Hans-Joachim Kessler (* 1949), deutscher Regionalhistoriker
- Hans-Jürgen Keßler (* 1939), deutscher Gebrauchsgrafiker und Typograf
- Hans-Walter Kessler (1948–2016), deutscher Steinbildhauer und Verbandsfunktionär
- Harry Graf Kessler (1868–1937), deutscher Publizist, Kunstsammler und Politiker
- Harry W. Kessler (1927–2007), US-amerikanischer Politiker
- Heinrich Keßler (Politiker) (auch Heinrich Kessler; 1783–1842), deutscher Publizist und Politiker
- Heinrich Keßler (Heimatforscher) (1874–1956), deutscher Lehrer und Heimatforscher
- Heinrich Kessler (Richter) (auch Heinrich Keßler; 1906–1994), deutscher Jurist und Richter am Bundesgerichtshof
- Heinz Keßler (1920–2017), deutscher General und Politiker (SED)
- Helene Keßler (1870–1957), deutsche Schriftstellerin, siehe Hans von Kahlenberg
- Helmut Keßler (1930–2016), deutscher Banker
- Henry Keßler (* 1926; unbekannt), deutscher Fußballspieler
- Herbert Kessler (Eishockeyspieler) (1912–1966), Schweizer Eishockeyspieler
- Herbert Kessler (Jurist) (1918–2002), deutscher Jurist und Verleger
- Herbert Keßler (Politiker) (1925–2018), österreichischer Politiker (ÖVP)
- Herbert L. Kessler (Herbert Leon Kessler; * 1941), US-amerikanischer Kunsthistoriker
- Hermann Kessler (Ingenieur) (1860–1927), liechtensteinisch-deutscher Ingenieur
- Hermann Keßler (Politiker, 1866) (1866–1951), deutscher Jurist und Politiker, Oberbürgermeister von Meiningen
- Hermann Kessler (Politiker, 1893) (1893–1968), deutscher Politiker (DVP/FDP), MdL Baden-Württemberg
- Hermann Kessler (Verleger) (1897–??), deutscher Sprachlehrer und Verlagsgründer
- Hermann Keßler (Politiker, 1914) (1914–2003), deutscher Politiker, Oberbürgermeister von Nördlingen
- Hermann Keßler (Mediziner), deutscher Chirurg und Hochschullehrer
- Hermann Friedrich Kessler (1816–1897), deutscher Zoologe
- Hobbs Kessler (* 2003), US-amerikanischer Mittelstreckenläufer
- Horst Kessler (Chemiker) (* 1940), deutscher Chemiker
- Horst Kessler (Fußballspieler) (* 1969), österreichischer Fußballspieler
- Horst-Günter Kessler (* 1938), deutscher Journalist
- Hubert Kessler (1907–1994), österreichisch-ungarischer Höhlenforscher
- Hubert Keßler (Politiker), deutscher Politiker (SPD), MdHB
- Hubert Keßler (Fußballfunktionär) (1934–2008), deutscher Fußballfunktionär

### J
- Jakob Keßler (1872–1939), deutscher Jurist, Richter und Kirchenpräsident
- Jean Baptiste August Kessler senior (1853–1900), niederländischer Unternehmer und Industriemanager
- Jean Baptiste August Kessler junior, eigentlicher Name von Guus Kessler (1888–1972), niederländischer Industriemanager und Tennisspieler
- Jeanette Kessler (1908–1972), britische Skirennläuferin
- Jessica Kessler (* 1980), deutsche Eiskunstläuferin und Schauspielerin
- Johann von Kessler († 1818), österreichischer Generalmajor
- Johann Elias Keßler (1644–1726), Beamter am Hof Oettingen-Oettingen und Dichter
- Johann Friedrich Kessler (Goldschmied) (1721–1796), deutscher Goldschmied
- Johann Friedrich Kessler, Pseudonym von Johann Ernst Daniel Bornschein (1774–1838), deutscher Schriftsteller
- Johann Gottfried Keßler (1754–1830), deutscher Bergbauingenieur und Beamter
- Johann Philipp Keßler (1778–1858), deutscher Kaufmann und Abgeordneter
- Johann Samuel Keßler (1771–1796), siebenbürgischer Schriftsteller
- Johann Wilhelm Kessler (1756–1825), deutscher Organist und Musikalienhändler
- Johannes Kessler (Theologe) (um 1502–1574), Schweizer Theologe, Reformator und Chronist
- Johannes Kessler (Pfarrer) (1865–1944), deutscher Pfarrer und Autor
- Johannes Kessler (Volleyballspieler) (* 1992), deutscher Volleyballspieler
- Jonas Kessler (1908–1944), deutscher Kaufmann und Opfer des Holocaust
- Jörg Keßler (* 1964), deutscher Fußballschiedsrichter
- Jörg-U. Keßler (* 1966), deutscher Anglist, Didaktiker und Hochschullehrer
- Josef Kessler (Maler) (1825–1887), österreichischer Maler
- Josef Keßler (Politiker) (1885–1967), österreichischer Politiker (CSP/ÖVP)
- Josef Kessler (Neuropsychologe), deutscher Neuropsychologe
- Josef Kessler-Mächler (1923–1973), Schweizer Archäologe
- Josef Alois Kessler (1862–1933), russlanddeutscher Geistlicher, Titularerzbischof von Bosporus
- Joseph Christoph Keßler (Joseph Christoph Kötzler; 1800–1872), deutscher Pianist und Komponist

### K
- Karin Kessler (* 1939), deutsche Leichtathletin
- Karl Kessler (Münzsammler) († um 1932), deutscher Münzsammler
- Karl Kessler (Unternehmer) (auch Karl Keßler; 1880–1946), deutscher Unternehmensgründer
- Karl Kessler (1911–1998), Schweizer Eishockeyspieler, siehe Charles Kessler
- Karl Fjodorowitsch Kessler (1815–1881), russischer Zoologe
- Karl G. Kessler (1919–1997), deutsch-US-amerikanischer Physiker
- Karlheinz Kessler (* 1948), deutscher Assyriologe
- Katja Kessler (* 1969), deutsche Kolumnistin
- Katrin Keßler (* 1967), deutsche Medizinerin und Autorin
- Kent Kessler (* 1957), US-amerikanischer Kontrabassist
- Klaus Kessler (Schriftsteller) (1925–2005), rumäniendeutscher Schriftsteller, Arzt, Übersetzer und Musikkritiker
- Klaus Kessler (Schauspieler) (1940–2002), deutscher Schauspieler und Synchronsprecher
- Klaus Kessler (Politiker) (* 1951), deutscher Politiker (Bündnis 90/Die Grünen)
- Konrad Keßler (1851–1905), deutscher Orientalist und Semitist

### L
- Lene Kessler (1921–2015), tschechoslowakisch-deutsche Überlebende und Zeitzeugin des Holocaust
- Liz Kessler (* 1966), britische Schriftstellerin und Pädagogin
- Luca Kessler (* 1997), österreichischer Schachspieler
- Ludwig Kessler (Unternehmer, 1856) (1856–1915), deutscher Maschinenfabrikant
- Ludwig Kessler (Unternehmer, 1884) (1884–??), deutscher Maschinenfabrikant
- Lutz Keßler (1936–2015), deutscher HNO-Arzt
- Luzia Kessler (* 1999), Schweizer Unihockeyspielerin

### M
- Margot Kessler (* 1948), deutsche Politikerin (SPD)
- Margrit Kessler (* 1948), Schweizer Politikerin
- Marie Kahle-Kessler (1844–1896), deutsche Schauspielerin
- Marija Kessler (1860–1939), slowenische Salonnière
- Mario Keßler (* 1955), deutscher Historiker und Hochschullehrer
- Markus Kessler (Politiker) (1823–1880), liechtensteinischer Jurist und Politiker
- Markus Kessler (Leichtathlet) (* 1962), deutscher Leichtathlet
- Markus Kessler (Dartspieler) (* 1985), deutscher Dartspieler
- Markus Kessler (Ruderer) (* 1992), Schweizer Ruderer
- Martin Keßler (Filmemacher) (* 1953), deutscher Filmemacher und Fernsehjournalist
- Martin Kessler (Journalist), Leitender Redakteur Politik (Rheinische Post)
- Martin Keßler (Schauspieler) (* 1960), deutscher Schauspieler und Synchronsprecher
- Martin Kessler (Tiermediziner) (* 1965), deutscher Tierarzt
- Martin Kessler (Politiker) (* 1968), Schweizer Politiker
- Martin Keßler (Theologe) (* 1975), deutscher Theologe
- Martina Kessler (* 1961), deutsche Fernsehmoderatorin und Autorin
- Matthias Kessler (* 1979), deutscher Radrennfahrer
- Max Kessler (1815–1850), preußischer Regierungs- und Landrat
- Max Keßler, deutscher Verleger in Jena
- Max Kessler (Maler) (1897–1981), Schweizer Maler
- Maximilian Kessler (* 1989), deutscher Leichtathlet
- McCartney Kessler (* 1999), US-amerikanische Tennisspielerin
- Meir Kessler (* 1961), israelischer Rabbiner
- Meredith Kessler (* 1978), US-amerikanische Triathletin
- Michael Kessler (Politiker) (* 1949), deutscher Politiker (SPD)
- Michael Kessler (* 1967), deutscher Schauspieler, Komiker und Autor
- Michael Kessler (Botaniker) (* 1967), peruanisch-deutscher Botaniker und Kurator
- Mikkel Kessler (* 1979), dänischer Boxer
- Myer M. Kessler (1917–1997), US-amerikanischer Informationswissenschaftler

### N
- Nadine Keßler (* 1988), deutsche Fußballspielerin
- Nicolaus Kessler (um 1445–nach 1519), deutsch-schweizerischer Drucker, Verleger und Buchhändler

### O
- Olaf Keßler (* 1965), deutscher Ingenieur und Hochschullehrer
- Oliver Kessler (* 1973), deutscher Staatswissenschaftler und Hochschullehrer
- Olivier Kessler (* 1986), Schweizer Publizist
- Oren Kessler (* 1982), israelisch-amerikanischer Journalist
- Oskar Keßler (1846–1923), deutscher Schauspieler und Regisseur
- Oskar Kessler (1873–1950), Schweizer Uhrenfabrikant
- Otmar Kessler (Bibliothekar) (1606–1675), Schweizer Bibliothekar
- Otmar Kessler (Politiker) (1924–1989), deutscher Politiker (CVP/CDU)
- Otto Keßler (1899–1945), deutscher Agrarmeteorologe

### P
- Patrick Kessler (* 1967), Schweizer Jazz- und Improvisationsmusiker sowie Klangkünstler
- Paul Kessler (Geologe) (1882–1927), deutscher Geologe, Paläontologe und Hochschullehrer
- Paul Kessler (Entomologe) (1882–1964), Schweizer Entomologe
- Paul Kessler (Maler) (auch Paul Keßler; 1892–??), deutscher Maler und Grafiker
- Paul Kessler (Dichter) (1893–1989), Schweizer Dichter
- Paul Keßler (Botaniker) (auch Paul Joseph Antonius Kessler; * 1958), deutscher Botaniker
- Peter Keßler (Orgelbauer) (1843–??), deutscher Orgelbauer
- Peter Kessler (Künstler) (* 1942), Schweizer Glasmaler, Zeichner und Karikaturist
- Peter-Josef Keßler (1905–1988), deutscher Priester, Theologe und Hochschullehrer
- Peter Thaddäus Keßler (1869–1957), deutscher Zeichner, Archäologe und Museumsleiter
- Peter Thaddäus Keßler (1869–1957), deutscher Archäologe

### R
- Rainer Keßler (1919–2002), deutscher Verwaltungsjurist
- Rainer Kessler (* 1944), deutscher Theologe
- Reed Kessler (* 1994), US-amerikanische Springreiterin
- Richard Keßler (Librettist) (auch Richard Kessler; 1875–1960), deutscher Librettist
- Richard Keßler (Politiker) (1940–2016), deutscher Politiker (CDU)
- Robert Keßler (Politiker) († 1911), deutscher Politiker, MdPL Hessen-Nassau
- Robert Kessler (Mediziner) (1894–1968), deutscher Gynäkologe und Hochschullehrer
- Robert Kessler (Künstler) (* 1956), deutscher Künstler
- Robert Kessler (Rennfahrer) (* 1973), deutscher Speedwayfahrer
- Robert Keßler (Musiker) (* 1984), deutscher Jazzgitarrist, Komponist und Bandleader
- Robert Kessler (Radsportler) (* 1995), deutscher Radsportler
- Rolf Kessler (* 1942), deutscher Jurist
- Romi Kessler (* 1963), Schweizer Turnerin
- Rudolf Kessler (Lehrer) (1861–1923), Schweizer Lehrer und Chorleiter
- Rudolf Kessler (Fotograf) (1912–1992), deutscher Fotojournalist und PK-Fotograf

### S
- Sally Kessler (1912–1985), deutscher Politiker und Überlebender des Holocaust
- Siegfried Keßler (Pädagoge) (1883–1943), deutscher Pädagoge
- Siegfried Kessler (Musiker) (1935–2007), französischer Jazzmusiker
- Siegfried Kessler (Fußballspieler) (1941–2013), deutscher Fußballspieler
- Simon Kessler (* 1976), südafrikanischer Radrennfahrer
- Sophie Kessler (1866–1927), deutsche Schriftstellerin, siehe Sophie Kloerss
- Sophie Kessler-Mesguich (1957–2010), französische Schriftstellerin
- Stephan Kessler (Maler) (1622–1700), deutsch-österreichischer Maler
- Stephan Kessler (Theologe) (Stephan Ch. Kessler; * 1959), deutscher Ordensgeistlicher, Theologe und Hochschullehrer
- Stephan Kessler (Philologe) (* 1966), deutscher Baltist
- Stephen Kessler (* 1961), US-amerikanischer Filmregisseur, Filmproduzent und Drehbuchautor
- Susanne Kessler (* 1955), deutsch-italienische Künstlerin
- Susanne Breit-Keßler (* 1954), deutsche Geistliche und Kirchenfunktionärin
- Suzanne Kessler (* 1946), US-amerikanische Psychologin
- Sven Keßler (* 1991), deutscher Ruderer

### T
- Theodor Keßler (1866–1945), deutscher Beamter und Heimatforscher
- Thomas Kessler (Alchemist) (um 1580–um 1650), deutscher Alchemist und Buchautor aus Straßburg
- Thomas Kessler (Komponist) (1937–2024), Schweizer Komponist
- Thomas Keßler (Geistlicher) (* 1955), deutscher Geistlicher, Generalvikar von Würzburg
- Thomas Kessler (Politiker) (* 1959), Schweizer Politiker (GPS)
- Thomas Kessler (Jazzmusiker) (* 1962), deutscher Jazzmusiker
- Thomas Kessler (Psychologe) (* 1965), deutscher Psychologe und Hochschullehrer
- Thomas Kessler (Fußballspieler) (* 1986), deutscher Fußballspieler
- Thomas Kessler (* 1986), deutscher Musikproduzent, siehe X-plosive
- Tino Kessler (* 1996), Schweizer Eishockeyspieler
- Todd A. Kessler (* 1979), US-amerikanischer Regisseur
- Tonny Kessler (1889–1960), niederländischer Fußballspieler

### U
- Ulrich Kessler (General) (1894–1983), deutscher General der Flieger
- Ulrich Kessler (Musiker) (1905–1984), deutscher Komponist und Pianist
- Ursel Kessler (* 1944), deutsche Pädagogin und Künstlerin
- Uwe Keßler (Radsportler) (* 1957), deutscher Radrennfahrer
- Uwe Keßler (Politiker) (* 1960), deutscher Politiker (CDU), Mitglied der Volkskammer

### V
- Verdet Kessler (* 1994), australische Badmintonspielerin
- Verena Keßler (* 1988), deutsche Schriftstellerin und freiberufliche Werbetexterin
- Volker Kessler (* 1962), deutscher Theologe

### W
- Walburga Kessler (1918–1944), deutsches Euthanasie-Opfer
- Walker Kessler (* 2001), US-amerikanischer Basketballspieler
- Walter Keßler (Maler) (1873–1912), deutscher Maler
- Walter Keßler (Journalist) (1939–2021), deutscher Journalist und Heimatforscher
- Walther Keßler (1930–2006), deutscher Physiker
- Wilhelm Kessler (Goldschmied) (Wilhelm Ludwig Kessler; 1761–1839), deutscher Goldschmied
- Wilhelm Keßler (Fußballspieler), deutscher Fußballspieler
- Wilhelm Kessler (Zahnmediziner) (1898–1987), deutscher Zahnmediziner und Heimatforscher
- Wolfgang Kessler (General) (1922–2020), deutscher General
- Wolfgang Kessler (Historiker) (* 1946), deutscher Historiker
- Wolfgang Kessler (Journalist) (* 1953), deutscher Ökonom und Journalist
- Wolfgang Kessler (Wirtschaftswissenschaftler) (* 1956), deutscher Wirtschaftswissenschaftler und Hochschullehrer
- Wolfgang Kessler (Maler) (* 1962), deutscher Maler
- Wulf Kessler (1955–2010), deutscher Schauspieler